# Miwa
miwa (Hayama, 15 de junio de 1990) es una cantante japonesa. Debutó en 2010 con el sencillo Don't Cry Anymore, el cual fue utilizado como tema principal del drama Nakanai to Kimeta hi.

## Biografía
miwa nació en la Prefectura de Kanagawa, sin embargo se mudó a Tokio siendo joven. Ya que su padre era un gran amante de la música, miwa naturalmente comenzó a disfrutar de la música mientras crecía
miwa comenzó a escribir canciones a los 15 años. Comenzó a aprender a tocar la guitarra por sí misma después de que entrara a preparatoria, pero se rindió y decidió pagar lecciones profesionales al darse cuenta de que no estaba haciendo muchos progresos al aprender por sí misma. Su preparatoria prohibía a los estudiantes tener un trabajo de medio tiempo. A pesar de esto, miwa trabajó secretamente, y eventualmente utilizó sus ahorros durante su segundo año de preparatoria para comprar una guitarra Gibson J-45. Después de esto, miwa comenzó a dar conciertos más que todo por Shimokitazawa en Tokio y en Okinawa durante el verano (sus papás tenían una casa ahí). Tenía que hacer los conciertos en secreto (hasta ocultándoselo a sus amigos), porque su colegio tampoco permitía a los estudiantes trabajar en la empresa del entretenimiento. Durante este tiempo, miwa lanzó dos demos no oficiales llamados "Song for You/Today" y "Soba ni Itai Kara" en el 2007 y 2008.
miwa firmó con Sony Music Entertainment Japan durante su tercer año de preparatoria. Debutó como artista en el 2010, mientras atendía a la Uniervsidad Keio. Su encillo debut, "Don't Cry Anymore," fue elegido para ser utilizado en el drama Nakanai to Kimeta Hi. El sencillo tuvo un éxito comercial pequeño, traspasando el Top 20 del Oricon y siendo certificado por la RIAJ por vender 100,000 descargas por celular completas un mes después de haber sido lanzado. En abril del 2010, la canción ganó el premio a mejor canción para un drama en los 64vo The Television Drama Academy Awards, superando a canciones como Troublemaker de Arashi y Hanabi de Mr. Children
miwa lanzó su segundo sencillo, "Little Girl," a finales de junio. Su tercer sencillo, "Change," fue el duodécimo tema de apertura para el anime Bleach y estuvo entre los 10 primeros.
Para la versión animada de la novela de Eto Mori' Colorful, miwa cantó dos canciones de famosos artistas japoneses, "Boku ga Boku de Aru Tame ni" de Yutaka Ozaki fue utilizada como tema principal y Aozora de The Blue Heartsfue utilizada como tema de cierra. Ambas canciones fueron lanzadas para descargar digitalmente del 12 de agosto de 2010.
Sus cantantes occidentales favoritos son Sheryl Crow, Deep Purple, Carole King, Avril Lavigne y Taylor Swift. Sus cantantes japoneses favoritos son Aiko, Angela Aki, Radwimps y Yuki.
miwa fue DJ en un show de radio mensual All Night Nippon, miwa no All Night Nippon R (miwaのオールナイトニッポンR), todos los lunes de 3:00am a 5:00am. Luego el show fue cambiado a transmisión semanal, y ahora es conocido como miwa no All Night Nippon (miwaのオールナイトニッポン), transmitido los martes (mañana de miércoles) de 1:00am a 3:00am.
miwa lanzó su primer álbum Guitarissimo el 6 de abril de 2011.
Entre 2019 y 2024 estuvo casada con el nadador Kosuke Hagino.

## Discografía

### Álbum
| Año  | Información del Álbum                                                       | Oricon albums charts |
| ---- | --------------------------------------------------------------------------- | -------------------- |
| 2011 | Guitarissimo - Lanzamiento: 6 de abril de 2011 - Disquera: Sony (SRCL-7599) | 1                    |
| 2012 | Guitarium - Lanzamiento: 14 de marzo de 2012. - Disquera: Sony (SRCL-7892)  | 3                    |